# Polyporivora picta
Polyporivora picta of grote elfenbankjesbreedvoet is een vliegensoort uit de familie van de breedvoetvliegen (Platypezidae). De wetenschappelijke naam van de soort is voor het eerst geldig gepubliceerd in 1830 door Meigen.